# Veronica Gorrie
Veronica Gorrie (às vezes, referida como Heritage-Gorrie, 1971/1972) é uma escritora aborígene australiana. É uma mulher krauatungalang gunai — filha de um homem gunai, pertencente ao clã krauatungalang.
Seu primeiro livro, "Black and Blue: A memoir of racism and resilience" — um livro de memórias, que reflete sobre sua origem aborígene e a década que passou na força policial — foi lançado, em 2021, e ganhou o prêmio literário mais importante da Austrália, o Victorian Premier's Literary Awards, em 2022.

## Vida pessoal
Veronica Gorrie nasceu em 1971 ou 1972, filha de John (um homem gunai do clã krauatungalang) e Heather (uma australiana branca de primeira geração). John é um ex-oficial de ligação aborígene e trabalhava na proteção a crianças e foi o primeiro aborígene conhecido a receber uma Medalha de Serviço Público (MSP).
Cresceu em Morwell, no estado de Vitória, e morou em vários locais na Austrália, incluindo Brisbane, Mount Isa, Toongabbie, Bundaberg e Biloela. Atualmente, mora em Vitória. Tem três filhos: Nayuka, Paul e Likarri. Nayuka é um escritor, ator e ativista que apareceu nos programas "Black Comedy" e "Q+A" da rede de televisão australiana ABC.

## Carreira
A partir de 2001, trabalhou como policial no Serviço de Polícia de Queensland. Se juntou à força querendo "ajudar a eliminar ou erradicar o medo e a desconfiança que as pessoas [aborígenes] têm em relação à polícia", já disse "testemunhar a brutalidade, o uso excessivo da força, as mortes de negros sob custódia e o racismo em curso" durante seu tempo na polícia. Recebeu dispensa médica, em 2011. Desde sua aposentadoria, criticou duramente a polícia australiana, alegando que eles são "principalmente brancos, dominados por homens e construídos com base no racismo sistêmico, misoginia, homofobia e bullying".
Após sua aposentadoria do trabalho policial, embarcou em uma carreira de escritora, aparecendo nos Festivais de Escritores Emergentes de 2020 e de 2021 e no Festival de Escritores de Sydney de 2021. Seu primeiro livro, "Black and Blue: A memoir of racism and resilience", foi publicado pela Scribe, em 2021. O livro é escrito em duas partes: "Black" — que se concentram em sua aborígeneidade — e "Blue" — no tempo na polícia. O livro recebeu críticas geralmente positivas. Meriki Onus na Australian Book Review chamou-o de "um livro cativante" e "uma bela história de sobrevivência e família", e Jessie Tu no The Sydney Morning Herald declarou que "surpreende com seu grau de verdade, trauma e resiliência" e que "deveria ser material de leitura obrigatória para todos os policiais emergentes e atuais". Enquanto isso, em uma crítica mais negativa em Kill Your Darlings, Fernanda Dahlstrom observou que "uma maior exploração de como ela chegou ao abolicionismo, e alguma sinalização de onde a história estava indo, teria fortalecido esse relato de sua luta contra o racismo e desvantagem de ambos os lados da lei".
O livro ganhou o Prêmio Literário do Premier Vitoriano de Escrita Indígena (Victorian Premier's Literary Award for Indigenous Writing) e o Prêmio Vitoriano de Literatura (Victorian Prize for Literature) — o prêmio literário com a maior premiação da Austrália, com um valor de 100 mil dólares — em 2022. Também foi indicado para o Prêmio do Premier vitoriano de Não-ficção (Victorian Premier's Prize for Nonfiction) daquele ano, mas perdeu para "The Mother Wound", de Amani Haydar. O livro foi indicado para o Prêmio Douglas Stewart de Não-ficção (Douglas Stewart Prize for Nonfiction), no Literary Awards, do New South Wales Premier, de 2022.
Sua primeira peça teatral, "Nullung" ("avó paterna" na língua gunai), baseada em um extrato de "Black and Blue" sobre sua avó, foi apresentada como uma peça de leitura pela Companhia de Teatro de Melbourne, em 2021, a primeira vez conhecida em que a língua gunai foi apresentada em uma performance de palco.